# Skykomish River
Der Skykomish River ist ein Fluss im US-Bundesstaat Washington.
Der Skykomish River entwässert die westliche Seite der Kaskadenkette im südöstlichen Teil des Snohomish County und in der nordöstlichen Ecke des King County. Der Fluss entsteht 2 km westlich von Index mit dem Zusammenfluss des South Fork und des North Fork Skykomish River und fließt von dort Richtung Puget Sound. Der Sultan River und der Wallace River münden bei Sultan in ihn. Bei Monroe bildet er dann mit dem Snoqualmie River den Snohomish River. Der Snohomish River fließt dann entlang des Flusstals in die Port Gardner Bay beim Possession Sound (Teil des Puget Sound).
Der Hauptstrom des Flusses ist 47 km lang. Mit dem South Fork und dem Tye River, seinen Quellflüssen, ist er 100 km lang. Das Einzugsgebiet ist 2160 km² groß.
Der U.S. Highway 2 und die BNSF Railway folgen dem Flusslauf des Skykomish River, der südlichen Gabel und dem Tye River zum Stevens Pass und dem Cascade Tunnel.
Der Skykomish River wird manchmal auch „Sky River“ oder „The Sky“ genannt.
Nach Fred Beckey sind die beiden Quellflüsse etwa gleich groß, und keiner von beiden ist eindeutig der Hauptlauf des Skykomish River. Die wahre Quelle des South Fork ist jedoch, in Sachen Abflussmenge, der Rapid River, ein Zufluss des Beckler River, der wiederum ein Zufluss des South Fork ist.
Der Name Skykomish kommt von /sq'íxʷəbš/, was im nördlichen Lushootseed so viel wie „flussaufwärts (wohnende) Menschen“ bedeutet, von /q'íxʷ/, „flussaufwärts“. Es ist der Name einer südlichen Küsten-Salish-Gruppe.

## North Fork Skykomish River
Das Quellgebiet des North Fork liegt in der Henry M. Jackson Wilderness, in der Nähe von Dishpan Gap, entlang der Pacific Crest Trail. Er fließt als ein kleiner Fluss von den Nordhängen des Skykomish Peak. Obwohl er nicht den Fluss an sich schützt, schützt die Wild Sky Wilderness die Zuflüsse und die an den North Fork angrenzenden Wälder. Der Fluss fließt generell von südwestlich gerichtet, von seiner Quelle zu seiner Mündung. Kurz bevor er den Goblin Creek aufnimmt fließt der Fluss durch einen kurzen aber eindrucksvollen Canyon, in dem er die Deer Falls herunterfällt. Kurz dahinter fließt der Fluss durch einen noch kürzeren aber gewundenen und interessant geformten Canyon bei den Bear Creek Falls.
Zuflüsse des North Fork:
- Pass Creek: fließt zum Cady Pass.
- Quartz Creek: kommt vom Monte Cristo Peak, fließt zum Curry Gap.
- Goblin Creek: kommt vom Monte Cristo Peak.
- West Cady Creek
- Troublesome Creek: kommt, durch den Blance Lake, vom Monte Cristo Peak, um kurz vor den Bear Creek Falls in den North Fork zu fließen.
- Silver Creek: Entspringt in der Nähe von dem Silvertip Mountain und Poodle Dog Pass, fließt durch Mineral City und fließt gleich vor Gelena in den North Fork (frühe Rute zum Monte Cristo Bergbaugebiet; Mineral City und Galena waren Bergbaustädte).
- Salmon Creek: fließt kurz nach Galena in den North Form.

## South Fork Skykomish River
Der South Fork beginnt östlich von Skykomish am Zusammenfluss des Tye River und des Foss River. Ab diesem Punkt fließt der Fluss in nordwestlicher Richtung. In der Nähe der östlichen Grenze von Skykomish fließt der Beckler River und von Westen der Miller River in den South Fork. Kurz bevor er sich mit dem North Fork zusammenschließt, fällt er die Eagle Falls, danach die Canyon Falls und die Sunset Falls herunter.
Zuflüsse des South Fork:
- Beckler River: fließt kurz nach der Quelle in den South Fork.
  - Rapid River
- Miller River: mündet bei der Siedlung Miller River in den South Fork.
- Money Creek: fließt in der Nähe von Grotto in den South Fork.
- Index Creek: fließt in der Nähe von Baring in den South Fork.
- Barclay Creek

## Geschichte
In den 1890ern wurde die Great Northern Railway entlang des Skykomish River, des South Fork und des Tye River gebaut, um die Kaskaden über den Stevens Pass zu überqueren. Heute gehört die Strecke BNSF Railway und ist bekannt als Burlington Northern Railroad von 1970–1995. Der Stevens Pass ist nach dem großen nördlichen Vermesser John Frank Stevens benannt. Es wurden zwei Eisenbahntunnel, die beide Cascade Tunnel heißen, beim Stevens Pass gebaut. Der erste wurde etwas nördlich des Passes gebaut. Er wurde 1929 durch den neuen Cascade Tunnel ersetzt, der mit 12,6 km nahezu 60 Jahre lang der längste Eisenbahntunnel in Nordamerika war und immer noch der längste in den Vereinigten Staaten ist. Der neue Cascade Tunnel befindet sich ein paar Kilometer südlich des Stevens Pass. Seine westliche Einfahrt befindet sich in der Nähe des Zusammenflusses des Tunnel Creek und des Tye River. Eine kleine Menge Wasser fließt aus beiden Tunneln in den Tye River. Ein Denkmal, in der Nähe von Scenic, beim Tye River, beschreibt die Geschichte des Gebiets und der Eisenbahnstrecke. Das Denkmal wurde in der Nähe der Stelle, an der eine der größten Eisenbahntragödien der amerikanischen Geschichte stattfand, errichtet.

## Renaturierung
Der Skykomish River wird für Rafting und Kayaking benutzt. Er hat Stromschnellen der Klasse III bis IV+.

## Wasserfälle
im North Fork Skykomish River:
- Deer Falls
- Bear Creek Falls

im South Fork Skykomish River:
- Eagle Falls
- Canyon Falls
- Sunset Falls